# 신창중학교 (광주)
신창중학교(新昌中學校)는 대한민국 광주광역시 광산구 신창동에 위치한 공립 중학교이다.

## 학교 연혁
- 2003년 5월 23일 : 신창중학교 설립인가(30학급)
- 2006년 3월 3일 : 개교 및 제1회 입학식(7학급)
- 2020년 3월 1일 : 특수학급 신설
- 2025년 1월 10일 : 제17회 졸업식(274명, 누계 5,609명)
- 2025년 3월 1일 : 제7대 양동안 교장 취임
- 2025년 3월 4일 : 제20회 입학식(10학급 232명)

## 참고 자료
- 신창중학교 - 한국교육학술정보원 학교알리미